# Kościół kalwiński w Orzeszkowie
Kościół kalwiński w Orzeszkowie – dawna świątynia protestancka znajdująca się we wsi Orzeszkowo, w powiecie międzychodzkim, w województwie wielkopolskim.
Jest to świątynia murowana wzniesiona około 1861 roku. W 2001 roku na podstawie nakazu konserwatorskiego ze środków ówczesnej Agencji Własności Rolnej Skarbu Państwa został wykonany remont zabezpieczający polegający na kapitalnym remoncie więźby dachowej, założeniu nowego pokrycia z dachówki karpiówki, wykonaniu nowej sygnaturki, założeniu opierzeń, rynien i rur spustowych, a także ażurowym zamurowaniu otworów okiennych. Budowla jest zabezpieczona przed dostępem osób postronnych. Kościół jest własnością prywatną i nie jest wykorzystywany.